# Michael Gordin
Michael Dan Gordin (* 3. November 1974 in New Jersey) ist ein US-amerikanischer Wissenschaftshistoriker und Slawist.
Gordin studierte an der Harvard University mit dem Bachelor-Abschluss 1996 und der Promotion 2001. Ab 2003 war er an der Princeton University, an der er Professor ist.
Er forschte über die frühe Entwicklung der Naturwissenschaften in Russland im 18. Jahrhundert, biologische Kriegführung in der Sowjetunion, die Beziehung russischer Literatur zu den Naturwissenschaften, Lyssenkoismus, Immanuel Velikovsky und Pseudowissenschaften, die frühe Geschichte der Atombomben und des Kalten Krieges, Albert Einstein in Prag, Geschichte von globalen Wissenschaftssprachen und über Dmitri Iwanowitsch Mendelejew und die Geschichte des Periodensystems.
Im Jahr 2019 wurde Michael Dan Gordin in der Sektion Wissenschafts- und Medizingeschichte als Mitglied in die Nationale Akademie der Wissenschaften Leopoldina aufgenommen.

## Schriften
- Scientific Babel. How Science Was Done Before and After Global English. University of Chicago Press, Chicago IL u. a. 2015, ISBN 978-0-226-00029-9.
- mit Paul Erickson, Judy L. Klein, Lorraine Daston, Rebecca Lemov, Thomas Sturm: How reason almost lost its mind. The strange career of Cold War rationality. University of Chicago Press, Chicago IL u. a. 2013, ISBN 978-0-226-04663-1.
- The Pseudoscience Wars. Immanuel Velikovsky and the Birth of the Modern Fringe. University of Chicago Press, Chicago IL u. a. 2012, ISBN 978-0-226-30442-7.
- The Textbook Case of a Priority Dispute: D. I. Mendeleev, Lothar Meyer, and the Periodic System. In: Mario Biagioli, Jessica Riskin (Hrsg.): Nature engaged. Science in practice from the Renaissance to the present. Palgrave Macmillan, New York NY u. a. 2012, ISBN 978-0-230-10276-7, S. 59–82.
- How Lysenkoism became pseudoscience. Dobzhansky to Velikovsky. In: Journal of the History of Biology. Band 45, Nr. 3, 2012, S. 443–468, doi:10.1007/s10739-011-9287-3.
- als Herausgeber mit Helen Tilley, Gyan Prakash: Utopia/Dystopia. Conditions of Historical Possibility. Princeton University Press, Princeton NJ 2010, ISBN 978-0-691-14697-3.
- Red cloud at dawn. Truman, Stalin, and the end of the atomic monopoly. Farrar, Straus and Giroux, New York NY 2009, ISBN 978-0-374-25682-1.
- als Herausgeber mit Karl Hall, Alexei Kojenikov: Intelligentsia Science. The Russian Century, 1860–1960 (= Osiris. Serie 2, Bd. 23). University of Chicago Press, Chicago IL 2008, ISBN 978-0-226-30457-1.
- Five days in August. How World War II became a nuclear war. Princeton University Press, Princeton NJ u. a. 2007, ISBN 978-0-691-12818-4.
- A Well-Ordered Thing. Dmitrii Mendeleev and the Shadow of the Periodic Table. Basic Books, New York NY 2004, ISBN 0-465-02775-X (Revised edition. ebenda 2018, ISBN 978-0-691-17238-5).
- als Herausgeber mit Peter Galison, David Kaiser: Science and Society. The History of Modern Physical Science in the Twentieth Century. 4 Bände. Routledge, New York u. a. 2001, ISBN 0-415-93714-0.